# Kö
Kö – niemiecka lokomotywa spalinowa produkowana w latach 1935–1938 dla kolei niemieckich.

## Historia
Wyprodukowano 262 lokomotywy. Spalinowozy produkowano prowadzenia pociągów towarowych na niezelektryfikowanych liniach kolejowych. Były malowane na charakterystyczny kolor bordowy. Lokomotywy eksploatowano do manewrowania wagonów towarowych. Niektóre lokomotywy były eksploatowane przez zakłady przemysłowe. Jedna lokomotywa jest zachowana jako czynny eksponat zabytkowy.